# Cunha (Familienname)
Cunha (von portugiesisch cunha ‚Keil‘) ist ein portugiesischer Familienname.

## Namensträger
- Alfredo Cunha (* 1953), portugiesischer Fotojournalist
- Ana Marcela Cunha (* 1992), brasilianische Schwimmerin
- Andrés Cunha (* 1976), uruguayischer Fußballschiedsrichter
- Ângelo da Cunha Pinto († 2015), brasilianisch-portugiesischer Chemiker und Hochschullehrer
- António da Cunha Telles (1935–2022), portugiesischer Regisseur und Filmproduzent
- António Cardoso Cunha (1915–2004), portugiesischer Geistlicher, Bischof von Vila Real
- António Cardoso e Cunha (1933–2021), portugiesischer Politiker (PSD)
- Antônio Felippe da Cunha (1933–1995), brasilianischer Ordensgeistlicher, Bischof von Guanhães
- Aurora Cunha (* 1959), portugiesische Langstreckenläuferin
- Basil da Cunha (* 1985), schweizerisch-portugiesischer Filmregisseur und Drehbuchautor.
- Brasílio Itiberê da Cunha (1846–1913), brasilianischer Komponist
- Brasílio Itiberê da Cunha Luz (1896–1967), brasilianischer Komponist
- Celso Ferreira da Cunha (1917–1989), brasilianischer Romanist, Lusitanist, Mediävist und Grammatiker
- Dália Cunha (1928–2022), portugiesische Turnerin, siehe Dália Sammer
- Darlan Cunha (* 1988), brasilianischer Schauspieler
- Diego Ribas da Cunha (* 1985), brasilianischer Fußballspieler, siehe Diego (Fußballspieler, 1985)
- Duarte da Cunha (* 1968), portugiesischer Theologe
- Edgar Moreira da Cunha (* 1957), brasilianischer Ordensgeistlicher
- Eduardo Cunha (* 1958), brasilianischer Politiker (Partido do Movimento Democrático Brasileiro)
- Euclides da Cunha (1866–1909), brasilianischer Autor, Publizist und Militäringenieur
- Félix César da Cunha Vasconcellos (1904–1972), brasilianischer Ordensgeistlicher, römisch-katholischer Erzbischof von Ribeirão Preto
- Francisco Pinto da Cunha Leal (1888–1970), portugiesischer Politiker
- Francisco Ribeiro Cunha, portugiesischer Politiker
- Frederico Cunha (* 1950), brasilianischer Priester
- Gregorio da Cunha Saldanha (* 1962?), osttimoresischer Politiker
- Hugo Cunha (1977–2005), portugiesischer Fußballspieler
- Jair Cunha (* 2005), brasilianischer Fußballspieler
- João Cunha e Silva (* 1967), portugiesischer Tennisspieler
- João Itiberê da Cunha (1870–1953), brasilianischer Komponist und Musikkritiker
- José Cunha (Schauspieler), Schauspieler
- José Anastácio da Cunha (1744–1787), portugiesischer Mathematiker, Mathematikhistoriker und Lyriker
- José Òscar da Cunha (* 1986), andorranischer Fußballspieler, siehe Òscar da Cunha
- Longinus da Cunha (1945–2006), indonesischer Geistlicher, Erzbischof von Ende
- Lucas Da Cunha (* 2001), französisch-portugiesischer Fußballspieler
- Luís Cunha (Leichtathlet), portugiesischer Leichtathlet
- Luís da Cunha (1662–1749), portugiesischer Diplomat
- Luís Campos e Cunha (* 1954), portugiesischer Politiker und Wirtschaftswissenschaftler
- Luís Gonzaga da Cunha Marelim (1904–1991), brasilianischer Ordensgeistlicher und Bischof von Caxias do Maranhão
- Lutz da Cunha (1956–2024), deutscher Kommunalpolitiker (SPD)
- Manoel Alexandrino Ferreira da Cunha (1880–nach 1941), brasilianischer Brigadegeneral
- Manuel Pedro da Cunha Cintra (1906–1999), brasilianischer Geistlicher, Bischof von Petrópolis
- Marcus Vinicius Vidal Cunha (* 1992), brasilianischer Fußballspieler, siehe Marquinhos (Fußballspieler, 1992)
- Maria da Cunha (1872–1917), portugiesische Journalistin und Dichterin
- Maria da Graça Amado da Cunha (1919–2001), portugiesische klassische Pianistin
- Matheus Cunha (* 1999), brasilianischer Fußballspieler
- Neon Cunha (* 1970), brasilianische, Schwarze LGBTQ-Aktivistin
- Nuno da Cunha  (1487–1539), portugiesischer Seefahrer, Generalgouverneur von Indien
- Nuno da Cunha e Ataíde (1664–1750), portugiesischer Geistlicher und Kardinal der Römischen Kirche
- Paulo Cunha (Paulo Arsénio Veríssimo da Cunha; 1908–1986), portugiesischer Rechtswissenschaftler und Politiker
- Pedro Cunha (* 1983), brasilianischer Beachvolleyballspieler
- Pedro Cunha Cruz (* 1964), brasilianischer Geistlicher, Bischof von Nova Friburgo
- Pedro Alexandrino da Cunha (1801–1850), portugiesischer Militär
- Peter DaCunha (* 2003), kanadischer Schauspieler
- Philipp da Cunha (* 1987), deutscher Politiker (SPD)
- Richard E. Cunha (1922–2005), US-amerikanischer Filmregisseur und Drehbuchautor
- Roberto Emílio da Cunha (1912–1977), brasilianischer Fußballspieler
- Rodrigo Dourado Cunha (* 1994), brasilianischer Fußballspieler, siehe Rodrigo Dourado
- Thiago Cunha (* 1985), brasilianischer Fußballspieler
- Tristão da Cunha (1460–1540), portugiesischer Admiral
- Vasco Leitão da Cunha (1903–1984), brasilianischer Diplomat
- Víctor Cunha (* 1951), uruguayischer Schriftsteller und Journalist
- Vilmar da Cunha Rodrigues (Sabiá; * 1982), brasilianischer Fußballspieler
- Vitorino Freire da Cunha Gusmão (1757–nach 1815), portugiesischer Gouverneur von Portugiesisch-Timor
- Vivian Cunha (* 1980), brasilianische Beachvolleyballspielerin
- Yann Cunha (* 1991), brasilianischer Rennfahrer